# Argyrolepidia repens
Argyrolepidia repens är en fjärilsart som beskrevs av Jordan 1939. Argyrolepidia repens ingår i släktet Argyrolepidia och familjen nattflyn. Inga underarter finns listade i Catalogue of Life.